# 1866 Sisyphus
Sisif (oficial 1866 Sisyphus) este un asteroid din apropierea Pământului și care intersectează orbita planetei Marte.

## Descoperirea asteroidului
Asteroidul Sisif a fost descoperit de astronomul elvețian Paul Wild, la 5 decembrie 1972.

## Caracteristici
1866 Sisyphus are un diametru mediu de 8,2 km. Prezintă o orbită caracterizată de o semiaxă majoră egală cu 1,8935520 u.a. și de o excentricitate de 0,5384634, înclinată cu 41,18692° în raport cu ecliptica.
Ca dimensiuni, acest asteroid este comparabil cu cel care a intrat în coliziune cu Terra, când s-a format craterul Chicxulub (pronunță Cicșulub), iar urmarea acestei coliziuni fiind dispariția dinozaurilor.

## Denumirea asteroidului
Asteroidul a primit numele lui Sisyphus, din mitologia greacă.